# Campionatul European de Baschet Feminin din 1966
Campionatul European de Baschet Feminin din 1966 a fost a 10-a ediție a turneului european de baschet feminin. Turneul a fost găzduit pentru prima dată de România. Meciurile s-au desfășurat în perioada 2–9 octombrie 1966 la Cluj și la Sibiu. Fiecare meci a durat 40 de minute. Uniunea Sovietică și-a adjudecat titlul, câștigând în finală cu 74–66 în fața Cehoslovaciei.

## Faza Grupelor

### Grupa A

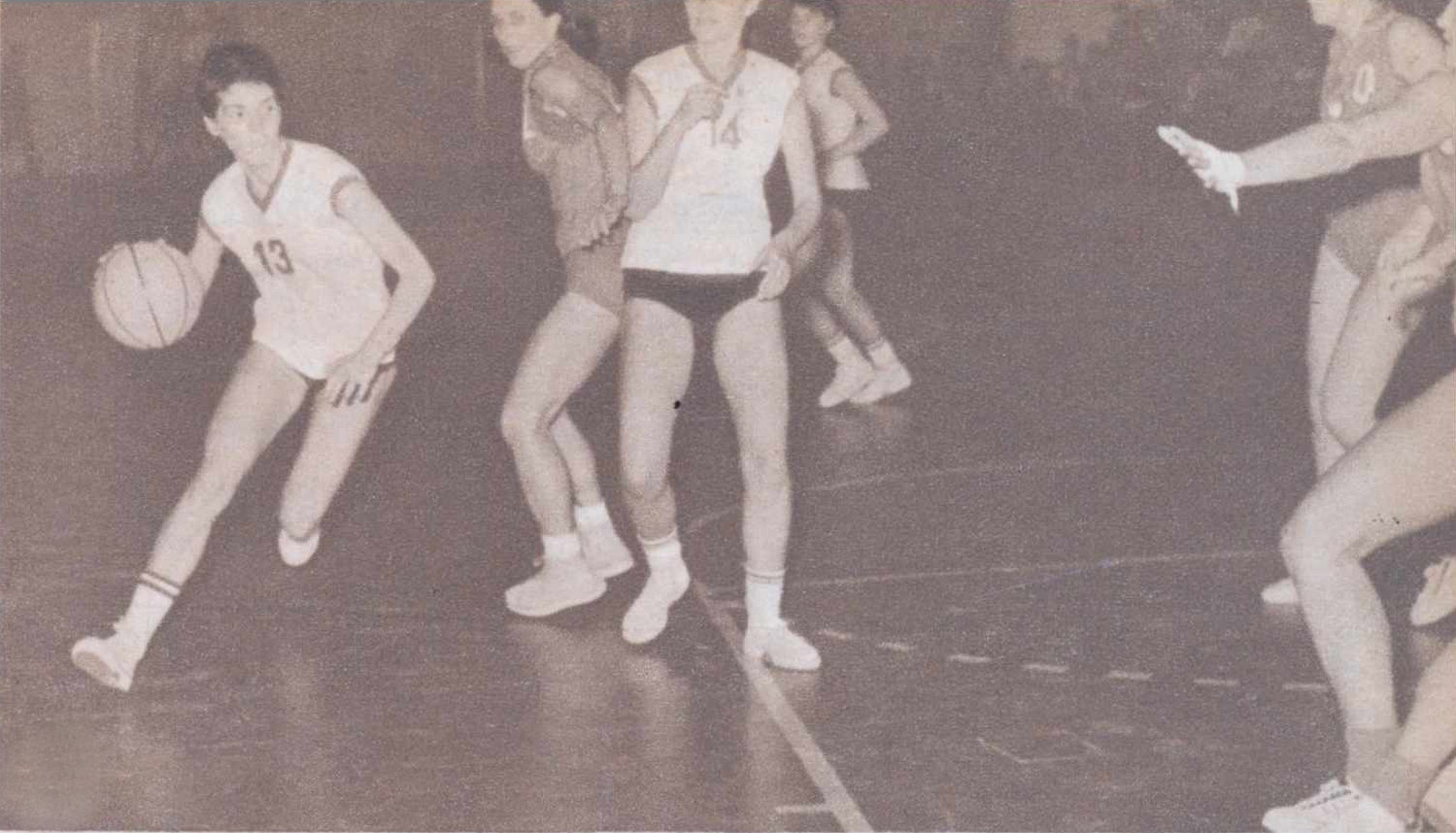
România - Polonia 66-64

Toate meciurile din grupa A au avut loc la Cluj.
| 1 octombrie 18:00 | Polonia           | 72–52 (23–25) | Ungaria       |
| 1 octombrie 19:20 | Uniunea Sovietică | 87–26 (35–15) | Italia        |
| 1 octombrie 20:40 | România           | 86–67 (36–25) | Țările de Jos |
| 2 octombrie 18:00 | Țările de Jos     | 48–45 (23–18) | Italia        |
| 2 octombrie 19:20 | Uniunea Sovietică | 78–33 (39–18) | Ungaria       |
| 2 octombrie 20:40 | România           | 66–64 (35–35) | Polonia       |
| 3 octombrie 18:00 | Uniunea Sovietică | 76–45 (34–20) | Țările de Jos |
| 3 octombrie 19:20 | Polonia           | 73–48 (34–20) | Italia        |
| 3 octombrie 20:40 | România           | 73–45 (39–21) | Ungaria       |
| 4 octombrie 18:00 | Polonia           | 76–50 (34–21) | Țările de Jos |
| 4 octombrie 19:20 | Uniunea Sovietică | 76–65 (21–27) | România       |
| 4 octombrie 20:40 | Italia            | 60–45 (35–24) | Ungaria       |
| 5 octombrie 18:00 | Țările de Jos     | 73–70 (31–39) | Ungaria       |
| 5 octombrie 19:20 | Uniunea Sovietică | 68–60 (34–26) | Polonia       |
| 5 octombrie 20:40 | România           | 75–57 (38–23) | Italia        |

| Loc | Echipă            | MJ | V | Î | PM  | PP  |
| --- | ----------------- | -- | - | - | --- | --- |
| 1   | Uniunea Sovietică | 5  | 5 | 0 | 385 | 229 |
| 2   | România           | 5  | 4 | 1 | 365 | 309 |
| 3   | Polonia           | 5  | 3 | 2 | 345 | 284 |
| 4   | Țările de Jos     | 5  | 2 | 3 | 283 | 353 |
| 5   | Italia            | 5  | 1 | 4 | 236 | 328 |
| 6   | Ungaria           | 5  | 0 | 5 | 245 | 356 |

### Grupa B
Toate meciurile din Grupa B au avut loc la Sibiu.
| 1 octombrie 18:30 | R.D. Germană | 105–51 (37–17) | R.F. Germania |
| 1 octombrie 19:50 | Bulgaria     | 63–56 (26–24)  | Franța        |
| 1 octombrie 21:10 | Cehoslovacia | 74–56 (30–21)  | Iugoslavia    |
| 2 octombrie 18:00 | Bulgaria     | 75–30 (32–15)  | R.F. Germania |
| 2 octombrie 19:20 | Iugoslavia   | 31–36 (32–15)  | Franța        |
| 2 octombrie 20:40 | Cehoslovacia | 69–54 (26–28)  | R.D. Germană  |
| 3 octombrie 18:00 | Cehoslovacia | 87–33 (35–12)  | R.F. Germania |
| 3 octombrie 19:20 | R.D. Germană | 72–45 (27–10)  | Franța        |
| 3 octombrie 20:40 | Bulgaria     | 67–55 (31–29)  | Iugoslavia    |
| 4 octombrie 18:00 | Franța       | 48–39 (23–16)  | R.F. Germania |
| 4 octombrie 19:20 | R.D. Germană | 88–74 (39–29)  | Iugoslavia    |
| 4 octombrie 20:40 | Cehoslovacia | 65–55 (35–23)  | Bulgaria      |
| 5 octombrie 18:00 | Iugoslavia   | 101–53 (55–27) | R.F. Germania |
| 5 octombrie 19:20 | Cehoslovacia | 67–41 (37–19)  | Franța        |
| 5 octombrie 20:40 | R.D. Germană | 62–48 (30–24)  | Bulgaria      |

| Loc | Echipă        | MJ | V | Î | PM  | PP  |
| --- | ------------- | -- | - | - | --- | --- |
| 1   | Cehoslovacia  | 5  | 5 | 0 | 362 | 239 |
| 2   | R.D. Germană  | 5  | 4 | 1 | 381 | 287 |
| 3   | Bulgaria      | 5  | 3 | 2 | 308 | 268 |
| 4   | Iugoslavia    | 5  | 2 | 3 | 360 | 342 |
| 5   | Franța        | 5  | 1 | 4 | 250 | 315 |
| 6   | R.F. Germania | 5  | 0 | 5 | 206 | 416 |

## Fazele eliminatorii

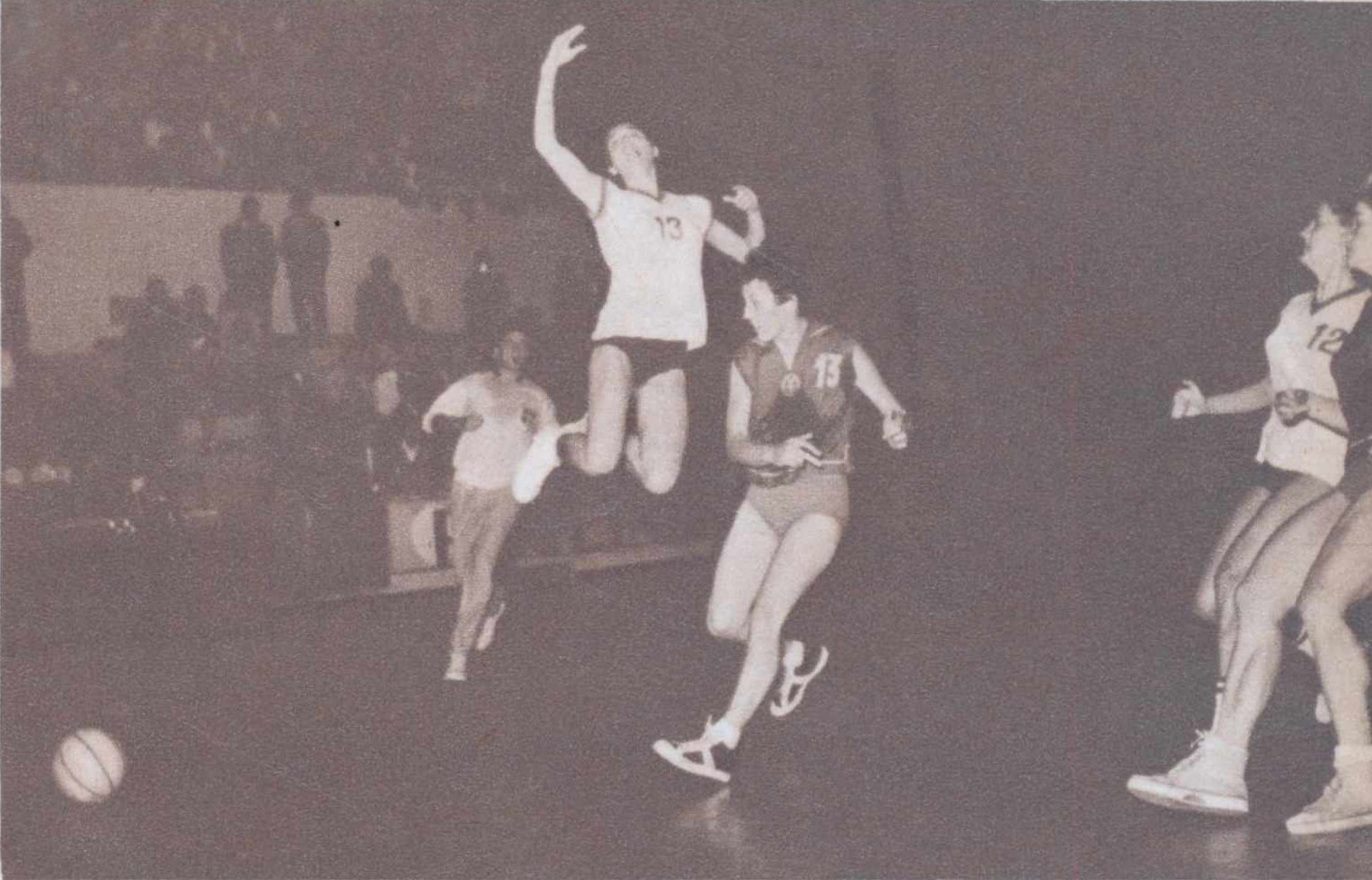
România - R.D. Germană 60-65

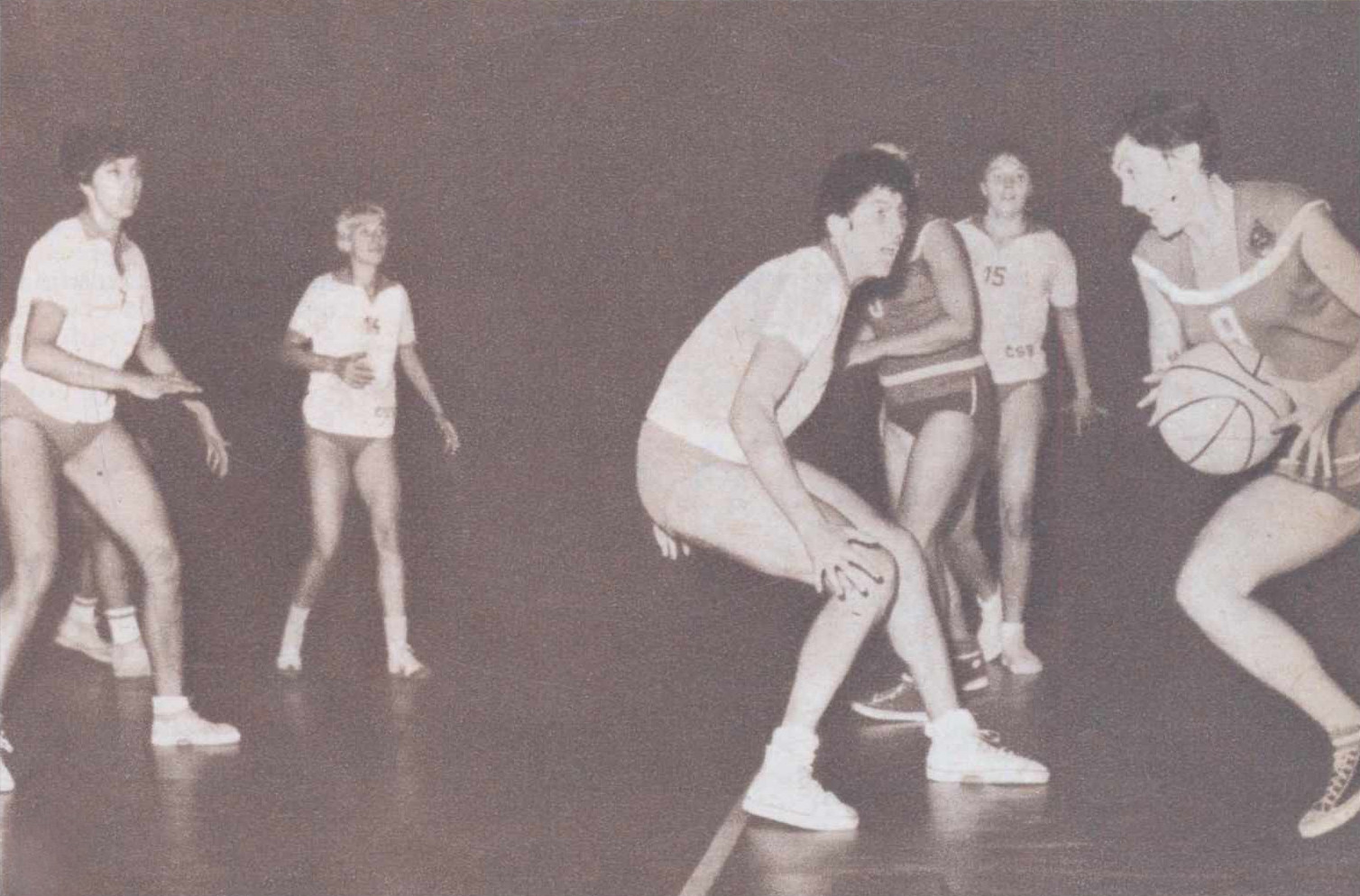
U.R.S.S. - Cehoslovacia 74-66

Toate meciurile au avut loc la Cluj.
| Meciurile pentru locurile 9-12 |                   |               |               |
| 8 octombrie 9:00               | Italia            | 63–50 (25–18) | R.F. Germania |
| 8 octombrie 10:20              | Ungaria           | 66–65 (32–31) | Franța        |
| Meciurile pentru locurile 5-8  |                   |               |               |
| 8 octombrie 11:40              | Iugoslavia        | 70–67 (29–34) | Polonia       |
| 8 octombrie 18:00              | Țările de Jos     | 56–53 (32–32) | Bulgaria      |
| Semifinalele                   |                   |               |               |
| 8 octombrie 19:20              | Uniunea Sovietică | 93–69 (47–40) | R.D. Germană  |
| 8 octombrie 20:40              | Cehoslovacia      | 83–54 (36–28) | România       |
| Meciul pentru locurile 11-12   |                   |               |               |
| 9 octombrie 10:00              | Franța            | 71–43 (34–21) | R.F. Germania |
| Meciul pentru locurile 9-10    |                   |               |               |
| 9 octombrie 10:00              | Ungaria           | 65–57 (33–26) | Italia        |
| Meciul pentru locurile 7-8     |                   |               |               |
| 9 octombrie 16:00              | Bulgaria          | 70–56 (30–25) | Polonia       |
| Meciul pentru locurile 5-6     |                   |               |               |
| 9 octombrie 17:20              | Țările de Jos     | 66–57 (31–67) | Iugoslavia    |
| Finala mică                    |                   |               |               |
| 9 octombrie 18:40              | R.D. Germană      | 65–60 (29–24) | România       |
| Finala                         |                   |               |               |
| 9 octombrie 19:50              | Uniunea Sovietică | 74–66 (44–37) | Cehoslovacia  |

|  | Semifinalele      | Semifinalele      |    |                   | Finala            | Finala |  |
|  |                   |                   |    |                   |                   |        |  |
|  | 8 octombrie 20:40 |                   |    |                   |                   |        |  |
|  | Cehoslovacia      | 83                |    |                   |                   |        |  |
|  | România           | 54                |    |                   |                   |        |  |
|  |                   |                   |    |                   |                   |        |  |
|  |                   |                   |    |                   | 9 octombrie 19:50 |        |  |
|  |                   |                   |    |                   | Cehoslovacia      | 66     |  |
|  |                   | Uniunea Sovietică | 74 |                   |                   |        |  |
|  |                   |                   |    |                   |                   |        |  |
|  |                   |                   |    |                   |                   |        |  |
|  |                   |                   |    |                   | Finala mică       |        |  |
|  | 8 octombrie 19:20 | 8 octombrie 19:20 |    | 9 octombrie 18:40 | 9 octombrie 18:40 |        |  |
|  | Uniunea Sovietică | 93                |    | România           | 60                |        |  |
|  | R.D. Germană      | 69                |    |                   | R.D. Germană      | 65     |  |

## Clasamentul final
|    | Uniunea Sovietică |
|    | Cehoslovacia      |
|    | R.D. Germană      |
| 4  | România           |
| 5  | Țările de Jos     |
| 6  | Iugoslavia        |
| 7  | Bulgaria          |
| 8  | Polonia           |
| 9  | Ungaria           |
| 10 | Italia            |
| 11 | Franța            |
| 12 | R.F. Germania     |

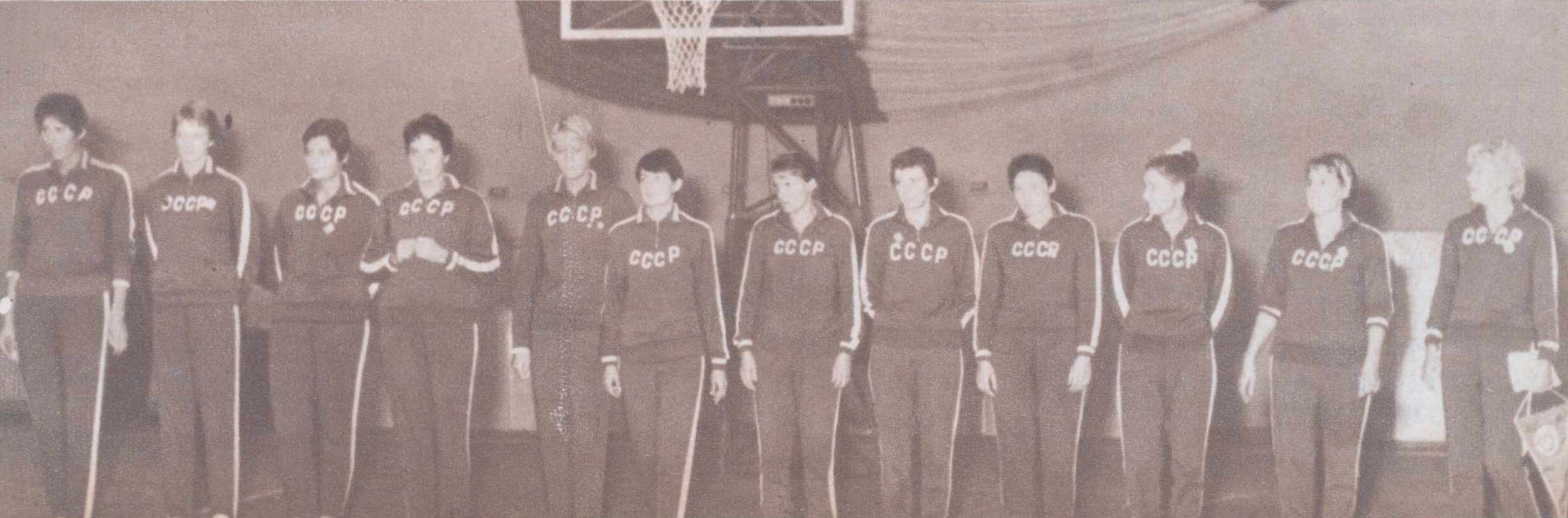
Echipa Uniunii Sovietice

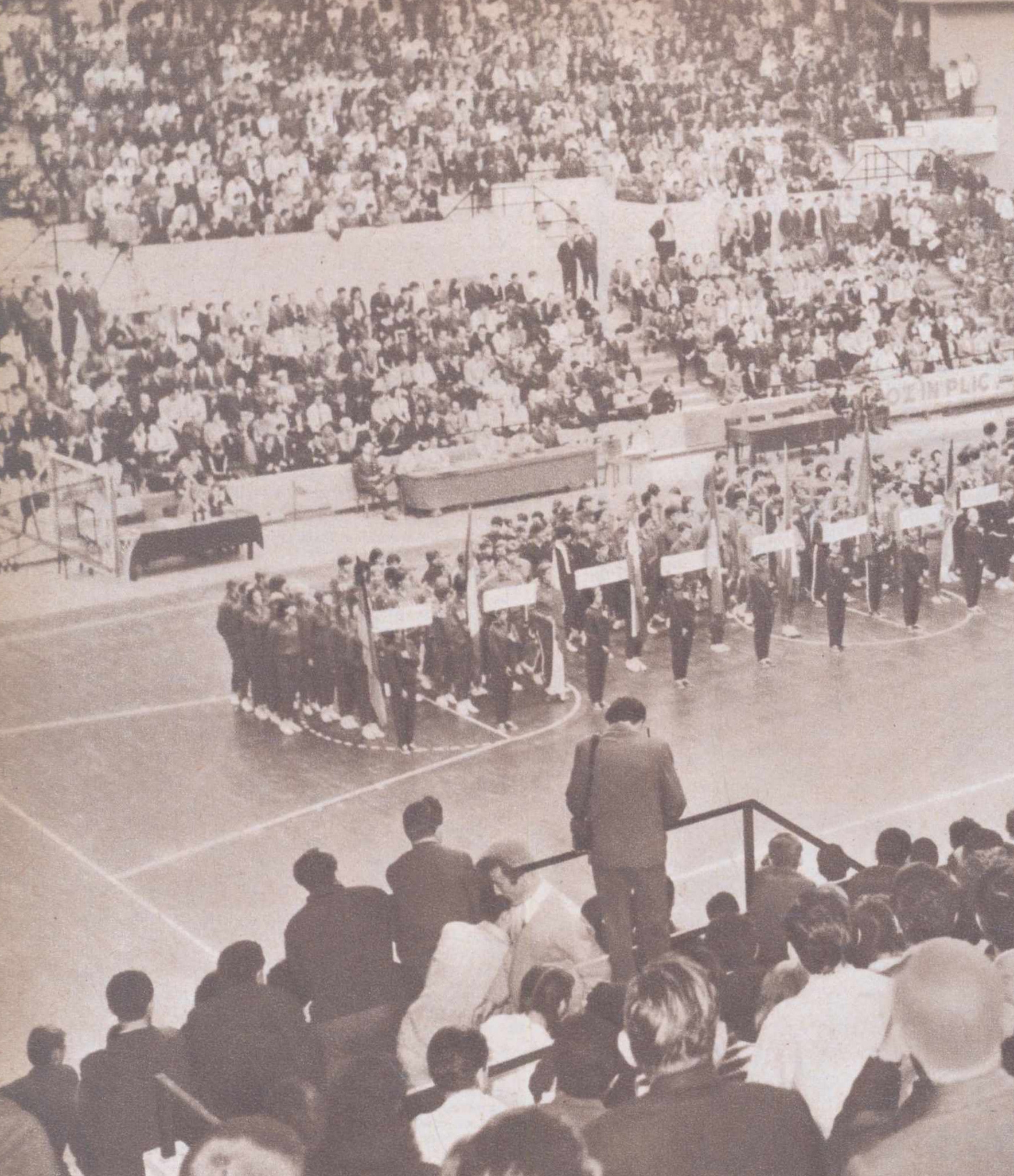
Festivitatea de premiere și de închedere a campionatului

Campioana europeană:  Uniunea Sovietică, antrenoarea Lidia Alekseeva, Nina Poznanskaia, Tamara Slidenko, Galina Maghidson, Ravilia Prokopenko, Raisa Mihailova, Liudmila Bazarevič, Feodora Orel, Skaidrīte Smildziņa, Galina Voronina, Laima Jukelienė, Silvia Krodere șl Nelli Fominâh.

## Clasamentul coșgheterelor
| Poz. | Nume                        | Echipă              | Coșuri |
| ---- | --------------------------- | ------------------- | ------ |
| 1    | Katalin Rátvay              | Ungaria             | 142    |
| 2    | Jelica Kalenić              | Iugoslavia          | 129    |
| 3    | Krystyna Likszo             | Polonia             | 114    |
| 4    | Renata Ameis                | R.D. Germană        | 112    |
| 5    | Vania Voinova               | Bulgaria            | 95     |
| 6    | Skaidrīte Smildziņa         | Uniunea Sovietică   | 93     |
| 7    | Milica Radovanović          | Iugoslavia          | 90     |
| 8    | Iulia Boianova              | Bulgaria            | 87     |
| 9    | Liudmila Bazarevič          | Uniunea Sovietică   | 84     |
| 10   | Jacky Chazalon Irene Krause | Franța R.D. Germană | 82     |

## Legături externe
- Eroare Lua în Modul:Commonscat la linia 48: bad argument #1 to 'getSitelink' (string expected, got nil)
- Campionatul European la Federația Internațională de Baschet